# Asmate transversata
Asmate transversata là một loài bướm đêm trong họ Geometridae.